# Piotr Mścisławiec
Piotr Mścisławiec – drukarz działający w Moskwie 1563(?)-1565, w Zabłudowie 1567–1569, w Wilnie 1569(?)-1577.

## Życiorys
Data urodzeni ani dokładna data śmierci Mścisławca nie jest znana. Wiadomości biograficzne dotyczące osoby Mścisławca pochodzą głównie z kilku opisów, którymi opatrzone są druki, oraz z akt procesu z Mamoniczami w Wilnie. Szczupłość źródeł powoduje, iż wokół Mścisławca powstał szereg legend. Dotyczą one zwłaszcza jego pochodzenia i okresu życia przed pojawieniem się w Moskwie. Brzmienie nazwiska drukarza pozwala określić miejsce jego pochodzenia (lub jego ojca) – jest nim zapewne miasto Mścisław, leżące w okolicach Mohylewa na Białorusi (Piotr nazywa siebie „synem Mścisławca”).
Według Iljaszewicza (i in. historyków) Piotr jako młody chłopiec przywędrował do Wilna i tu nauczył się sztuki drukarskiej w oficynie Franciszka Skoryny. Następnie jako wędrowny drukarz dotarł w latach 50. do Nowogrodu, skąd sprowadzono go do Moskwy. Tu współpracował z Iwanem Fedorowem aż do 1565 r., kiedy to obydwaj musieli uchodzić na Litwę.
Wyjazd z Moskwy nastąpił zapewne wkrótce po 29 października 1565 r., to jest po zakończeniu ostatniego moskiewskiego druku, Czasownika. W końcu tegoż lub na początku następnego roku drukarze znaleźli się w Wilnie, gdzie zostali przedstawieni królowi Zygmuntowi Augustowi i senatorom. Na zaproszenie Grzegorza Chodkiewicza przenieśli się do jego majętności, Zabłudowa, celem zorganizowania drukarni. Do Zabłudowie przybyli, jak można przypuszczać, już w 1567 r. Spółka drukarzy trwała krótko. Mścisławiec opuścił Zabłudów już w 1569 r. Niektórzy badacze (Abramowicz) upatrują przyczyn odejścia w nieporozumieniach, jakie ich poróżniły. Jednakże bliższe prawdy wydaje się mniemanie, iż Mścisławca skłoniły do wyjazdu korzystne propozycje Mamoniczów, z którymi kontakty mogły być ułatwione dzięki pochodzeniu z tej samej ziemi białoruskiej. Mamonicze wywodzili się również z Mohylewszczyzny, a Łukasz żonaty był z kasztelanką mścisławską, Barbarą Wojnianką.
W Wilnie działał Piotr Tymofiejewicz u boku Mamoniczów przez 8 lat. Ostatnie o nim wieści pochodzą z akt procesu toczącego się w latach 1576–1577.
Ponieważ po procesie nastąpiła przerwa w działalności drukarni, niektórzy skłonni byli domyślać się, iż zastój wywołała śmierć Mścisławca. Jednakże Iljaszewicz wyraża odmienny pogląd. Wedle niego Piotr mógł wywędrować z Wilna i podjąć pracę w jakiejś innej tłoczni.